# Ammobates dubius
Ammobates dubius là một loài Hymenoptera trong họ Apidae. Loài này được Benoist mô tả khoa học năm 1961.